# Miguel Najdorf
Miguel Najdorf, született Mendel (Mieczysław) Najdorf, (Grodzisk Mazowiecki, Varsó mellett, 1910. április 15. – Málaga, 1997. július 4.) lengyel zsidó származású argentin sakk nagymester volt, a szicíliai védelem Najdorf-változatának névadója.
2021-ben beválasztották a World Chess Hall of Fame tagjai sorába.

## Lengyelországban
Első mestere lengyel hazájában Dawid Przepiórka volt, majd Savielly Tartakower, akit később úgy emlegetett, mint „a tanárom”.
Sakkpályafutása kezdetén, 1929-ben legyőzte B. Glücksberget egy híres játszmában, amelyet ma is A lengyel halhatatlan néven emlegetnek. 1930-ban a 6-7. helyen végzett a Varsói Bajnokságban, melyet Paulino Frydman nyert meg. 1931-ben Frydman mögött ugyanott már a második helyet szerezte meg, de a rákövetkező évben a 9-10. helyre csúszott vissza. 1933-ban megnyerte a varsói négyes versenyt, majd 1934 januárjában Rudolf Spielmann mögött második lett Varsóban. 1934-ben megnyerte a varsói bajnokságot. 1935-ben a 2-4. helyen végzett Frydmannal és Henryk Friedmannal, Tartakower mögött a 3. Lengyel Sakkbajnokságon. Később Toruńban párosmérkőzést nyert Tartakower ellen (+2 –1 =2). 1936-ban holtversenyben első helyen végzett Steiner Lajossal a magyar bajnokságban. 1937-ben a 4. Lengyel Bajnokság negyedik helyén végzett. 1937-ben versenyt nyert Rogaška Slatinában (Rohitsch-Sauerbrunn). 1938-ban Łódźban 10-12. lett. 1939-ben Margate-ben hatodik lett, de Varsóban győzött.
Najdorf négy sakkolimpián képviselte Lengyelországot a második világháború előtt. 1935 augusztusában a 6. Sakkolimpián Varsóban a harmadik táblán játszott (+9 –2 =6). Egy évvel később, a 3. nem hivatalos sakkolimpián, amelyet a Német Sakkszövetség szervezett Münchenben, a második tábla volt az övé (+14 –2 =4). 1937 júniusában és júliusában a 7. Sakkolimpián Stockholmban ismét második táblás volt (+5 –3 =7).